# Marsdenia bourgaeana
Marsdenia bourgaeana là một loài thực vật có hoa trong họ La bố ma. Loài này được (Baill.) W. Rothe mô tả khoa học đầu tiên năm 1915.